# Àmfora panatenaica

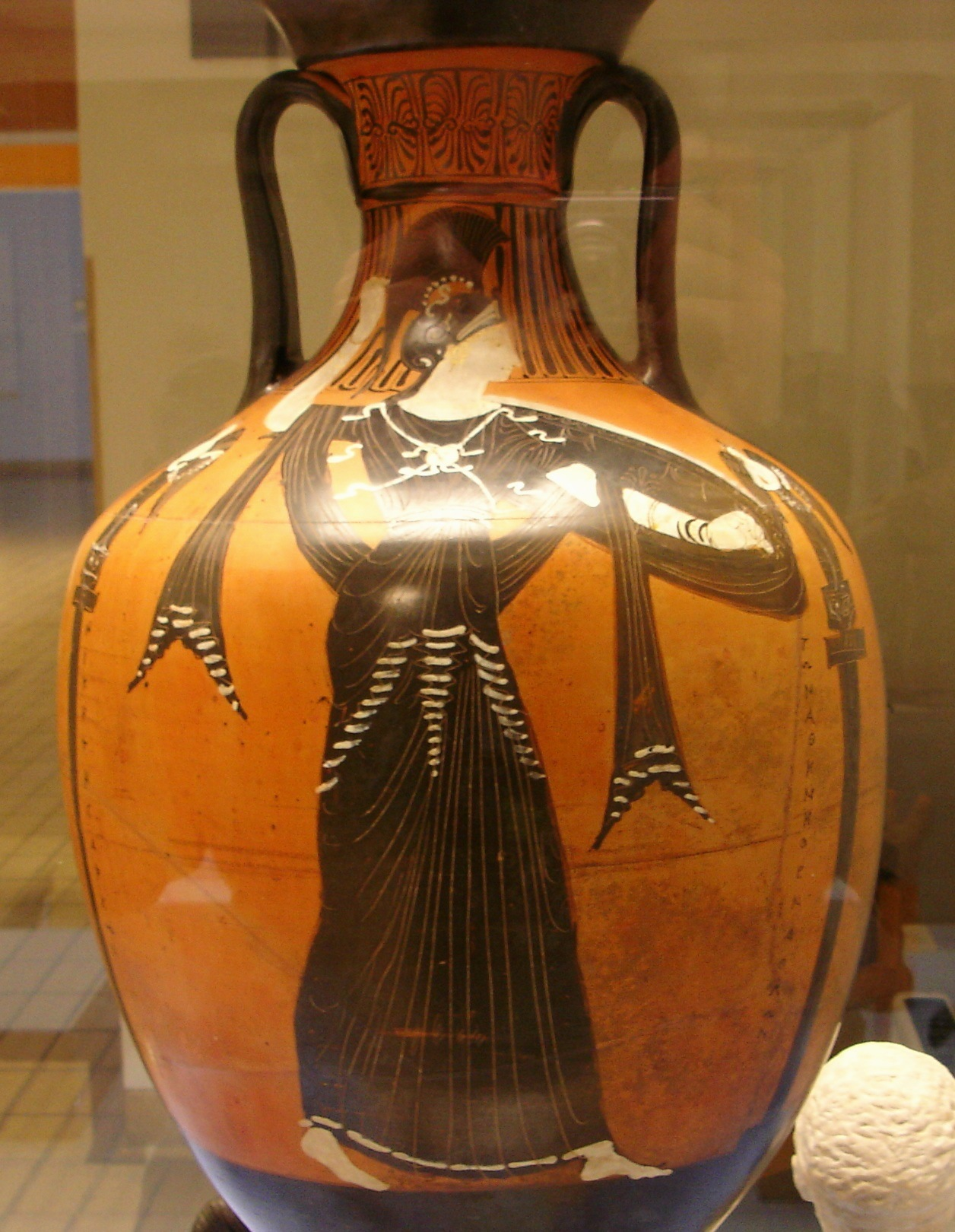
Representació d'Atena en una àmfora panatenaica de 332/331 aC trobada a Càpua, Itàlia (Museu Britànic).

L'àmfora panatenaica és una mena d'atuell gran de ceràmica que contenia l'oli que s'oferia com a premi a la Panatenea. El seu volum era d'aproximadament 40 litres i tenien una alçada d'entre 60 i 70 centímetres. L'oli d'oliva que contenia provenia de l'olivera sagrada d'Atena situada a l'Acadèmia.

## Característiques
L'àmfora panatenaica tenia una forma distintiva: anses primes, coll i base estrets, ventre ovoïdal i estava decorada d'una forma estàndard amb la tècnica de figures negres. Continuaren decorant-se així fins molt de temps després que aquesta tècnica caigués en desús. S'hi representava la deessa Atena Promacos (representació de la deessa Atena dirigint la batalla) entre columnes, brandint una llança i portant l'ègida en un dels costats de l'atuell i a l'altre costat la representació de l'esdeveniment pel qual es concedia el premi, per exemple d'una cursa a peu). Al costat d'Atena es trobava la inscripció ΤΟΝ ΑΘΕΝΕΘΕΝ ΑΘΛΟΝ «Sóc dels premis d'Atenes». De vegades apareixen representats galls posats al capdamunt de les columnes. El significat d'això és encara desconegut. A les àmfores més tardanes s'hi troba escrit el nom de l'arcot d'aquell any.

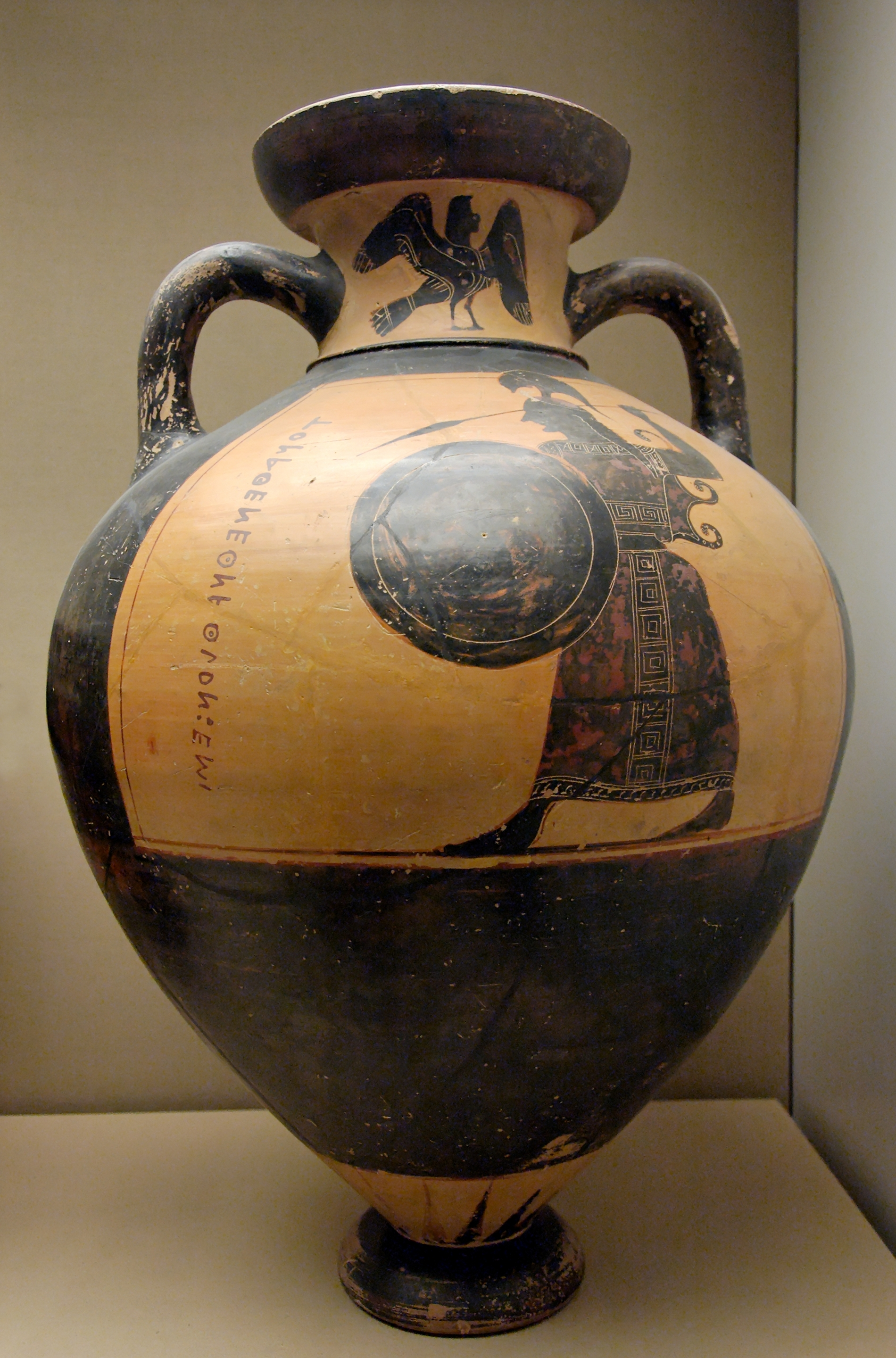
L'àmfora de Burgon, 565-560 aC (Museu Britànic).

Les àmfores eren encarregades per l'Estat als millors tallers de terrissa del moment en grans quantitats. La seva forma estàndard es fixà l'any 530 aC. L'exemple més primerenc d'àmfora panatenaica és l'àmfora Burgon (al Museu Britànic). S'hi representa el mussol d'Atena arrupida al coll de l'àmfora i, al revers, un carro de dos cavalls; això pot ser degut al fet que l'àmfora sigui anterior a la reorganització dels jocs el 566 aC, atès que no es tracta d'un esdeveniment atlètic.
El gall sobre les columnes apareix per primera vegada en una àmfora d'Exèquies (Karlsruhe 65.45). A principis del segle IV aC comença la inclusió del nom de l'arcont, la primera gairebé intacta d'aquest tipus és una del grup Asteios del 373-372 aC (Oxford, 1911.257). Tanmateix, hi ha un fragment anterior del 375-374 aC en què es pot llegir el nom d'«Hippodamas» que podria procedir d'una àmfora panatenaica. J.D. Beazley suggereix que pot haver-hi un precedent: Pythokles del 392-391 aC. A mesura que avança el segle, les àmfores es fan més allargades i elaborades. L'última datada és del 312-311 aC. Tot i que la producció continua durant els segles iii i II aC, els noms dels arconts no tornen a aparèixer-hi. Al seu lloc s'hi troben els noms dels tresorers i d'encarregats dels jocs. Algunes àmforese s'empraven com a ornaments funeraris, dedicats a santuaris o venudes.
Es pot taxar la supervivència de la ceràmica grega a partir de la quantitat d'àmfores panatenaiques trobades. Després del 350 aC es lliuraven almenys 1.450 àmfores cada quatre anys a les Grans Panatenees. Suposant que el nombre d'esdeveniments romangué constant al llarg de la història dels jocs i que tots els premis s'entregaven en forma d'àmfores decorades, podem dividir el nombre d'àmfores úniques conegudes entre la producció total. Això dona una xifra de 0,25% que representaria el percentatge d'atuells grecs supervivents.